# Tsuguko de Takamado
La princesse Tsuguko de Takamado (承子女王, Tsuguko-joō), née le 8 mars 1986 à Tokyo, est un membre de la famille impériale du Japon, première fille du défunt prince Norihito de Takamado et de la princesse Hisako Norihito de Takamado.

## Biographie
La princesse est éduquée à l'école pour aristocrates Gakushūin avant d'étudier la sociologie et la psychologie à l'université d'Édimbourg de 2004 à 2008, avant de poursuivre ses études à l'université Waseda,.
En 2006, la princesse représente la famille impériale aux noces d'argent du grand-duc et de la grande-duchesse du Luxembourg.
En 2008, elle est quinzième dans la liste des « vingt personnalités royales » du magazine Forbes compilant les personnalités royales célibataires selon la « présence sur internet et dans les médias ainsi que la richesse de la famille ».

## Titres
- 8 mars 1986 – aujourd'hui : Son Altesse impériale la princesse Tsuguko de Takamado

### Honneurs nationaux
- Deuxième classe de l'ordre de la Couronne précieuse

## Source de la traduction
- (en) Cet article est partiellement ou en totalité issu de l’article de Wikipédia en anglais intitulé « Princess Tsuguko of Takamado » (voir la liste des auteurs).